# سیلوی (دنیای سینمایی مارول)
سیلوی لاوفیدوتیر (انگلیسی: Sylvie Laufeydottir؛ با نام تولد لوکی) شخصیتی تخیلی است که توسط سوفیا دی مارتینو در دنیای سینمایی مارول به تصویر کشیده شده‌است. این شخصیت تا حدی بر پایهٔ شخصیت‌های لیدی لوکی و سیلوی لوشتون از مارول کامیکس ساخته شده‌است. او یک نسخهٔ جایگزین از لوکی است که به او کمک می‌کند تا اختیارات واریانس زمانی در مجموعهٔ تلویزیونی لوکی (۲۰۲۱–اکنون) را نابود کنند. او امیدوار است که واریانس زمانی را نابود کند و به دلیل اقدامات انجام‌شده توسط واریانس زمانی در اوایل زندگی خود، جهان را از خط زمانی مقدس «آزاد» کند. او خود را مأمور دنیای خودش تلقی می‌کند. او بعداً مجبور می‌شود تا از سال ۲۰۱۲ با یک نوع دیگر لوکی دوست شود و سپس احساسات عاشقانه‌ای بین آن‌ها شکل می‌گیرد.
این شخصیت با وجود تردیدهای اولیه به دلیل سردرگمی در مورد هویتش، در میان منتقدان و طرفداران با استقبال مثبتی روبرو شد.